# Důlní lampa

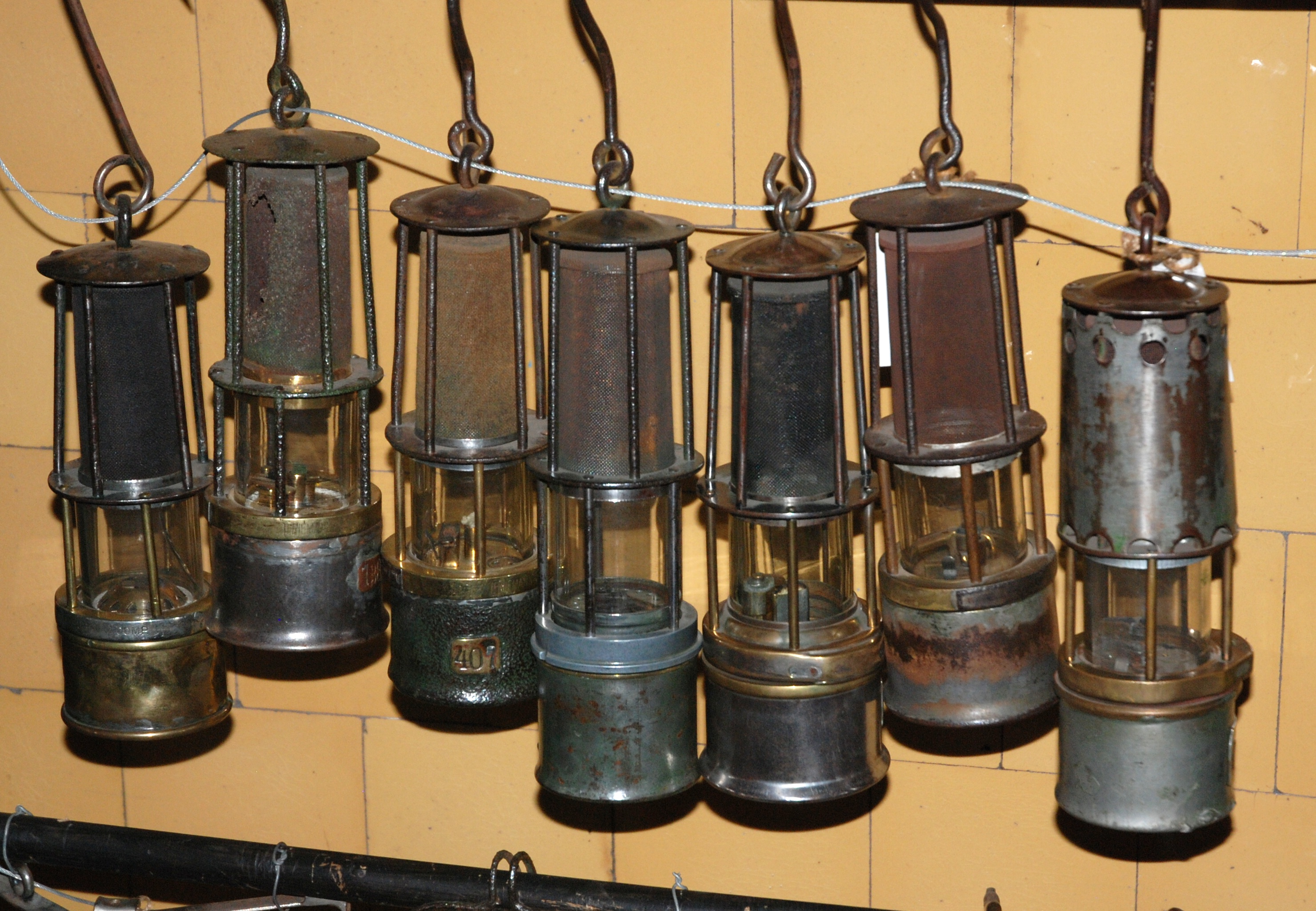
Benzínové indikační důlní lampy na dole Michal

Důlní lampa je osvětlovací těleso, které používají horníci v dolech. Je přenosná a má vlastní osvětlovací zdroj. Nejstarší typ důlní lampy byl zpočátku kahanec, ve kterém hořel knot namočený v oleji, později byly vyvinuty lampy karbidové. Jelikož se jednalo o světlo vydávané otevřeným ohněm docházelo neopatrným zacházením k požárům a v plynujících uhelných dolech k zažehnutí metanu a následným výbuchům. Proto na základě negativních zkušeností v dolech s výskytem třaskavých plynů se začaly používat benzínové bezpečnostní lampy s uzavřeným plamenem, tzv. větérky, které se také používaly k indikaci výskytu metanu. Na počátku 20. století byl zaveden elektrický přenosný kahan a následně v 60. letech elektrické osobní svítidlo s upevněním svítící žárovky na přílbu. Lampa měla nevýbušné provedení a musela svítit minimálně 8 hodin při 16 hodinovém opětovném nabíjení. Zpočátku byly lampy s el. akumulátorem značně těžké (kahan 5 kg), později byly el. články zdokonaleny a uloženy místo plechového pouzdra v plastovém čímž se hmotnost značně snížila. Dnešní osobní svítidla s výkonnými zdroji odpovídají technickému pokroku  a  přispívají k lepšímu osvětlení bezprostředního okolí jednotlivých horníků.     
V dolech v místech mimo elektrický kabelový rozvod se na pracovištích také někdy používaly lampy poháněné stlačeným vzduchem, který uvnitř roztáčel malé dynamo, generující el. napětí. Jednalo se mimo osobního svítidla  o vylepšení osvětlení zejména odloučených pracovišť, kde se lampa po připojení k hadici se stlačeným vzduchem zavěsila na výztuž co nejblíže místu práce. Nevýhodou tohoto způsobu osvětlení byla značná hlučnost.    

## Druhy důlních lamp

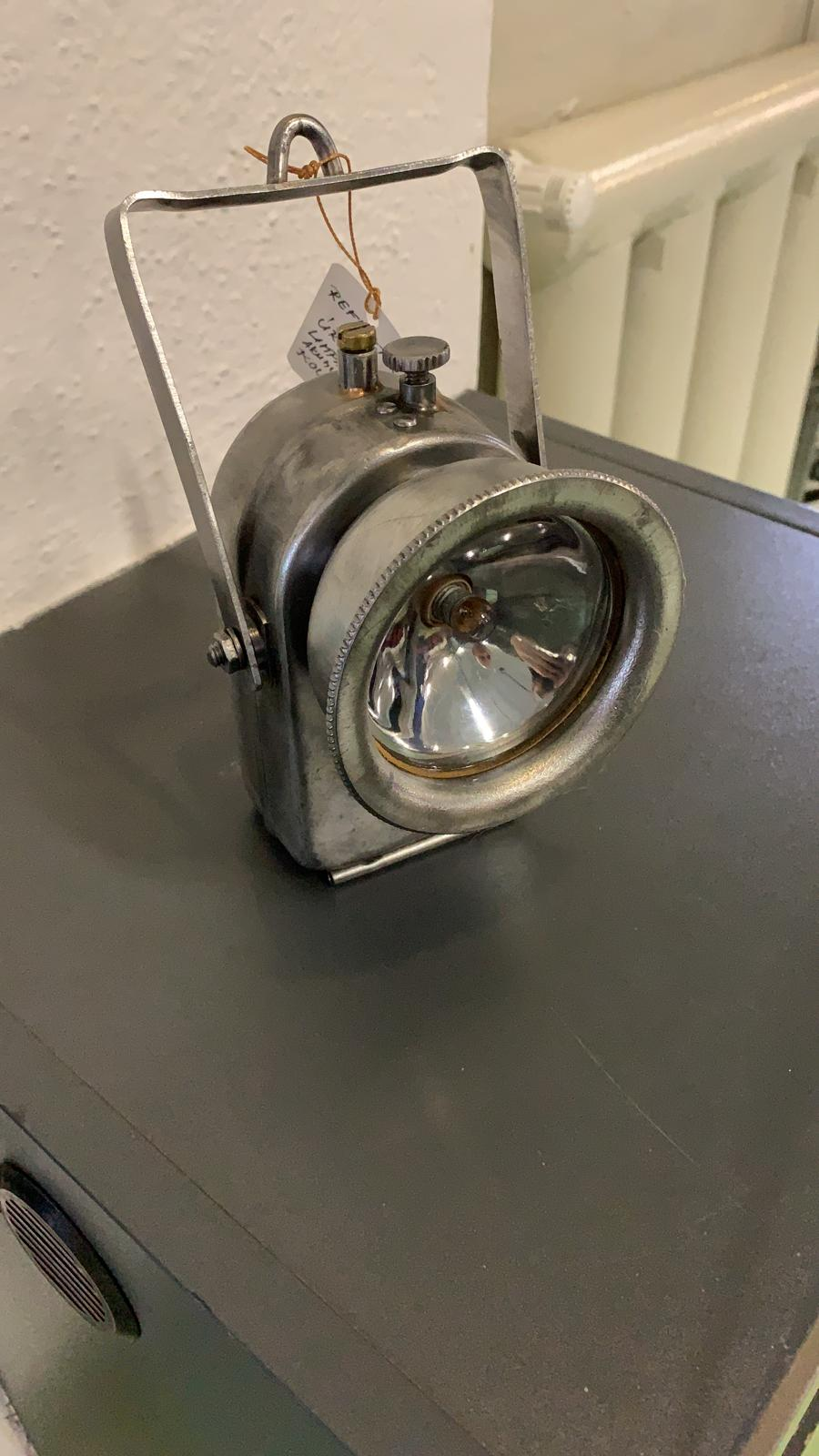
Elektrická reflektorová lampa 960 B
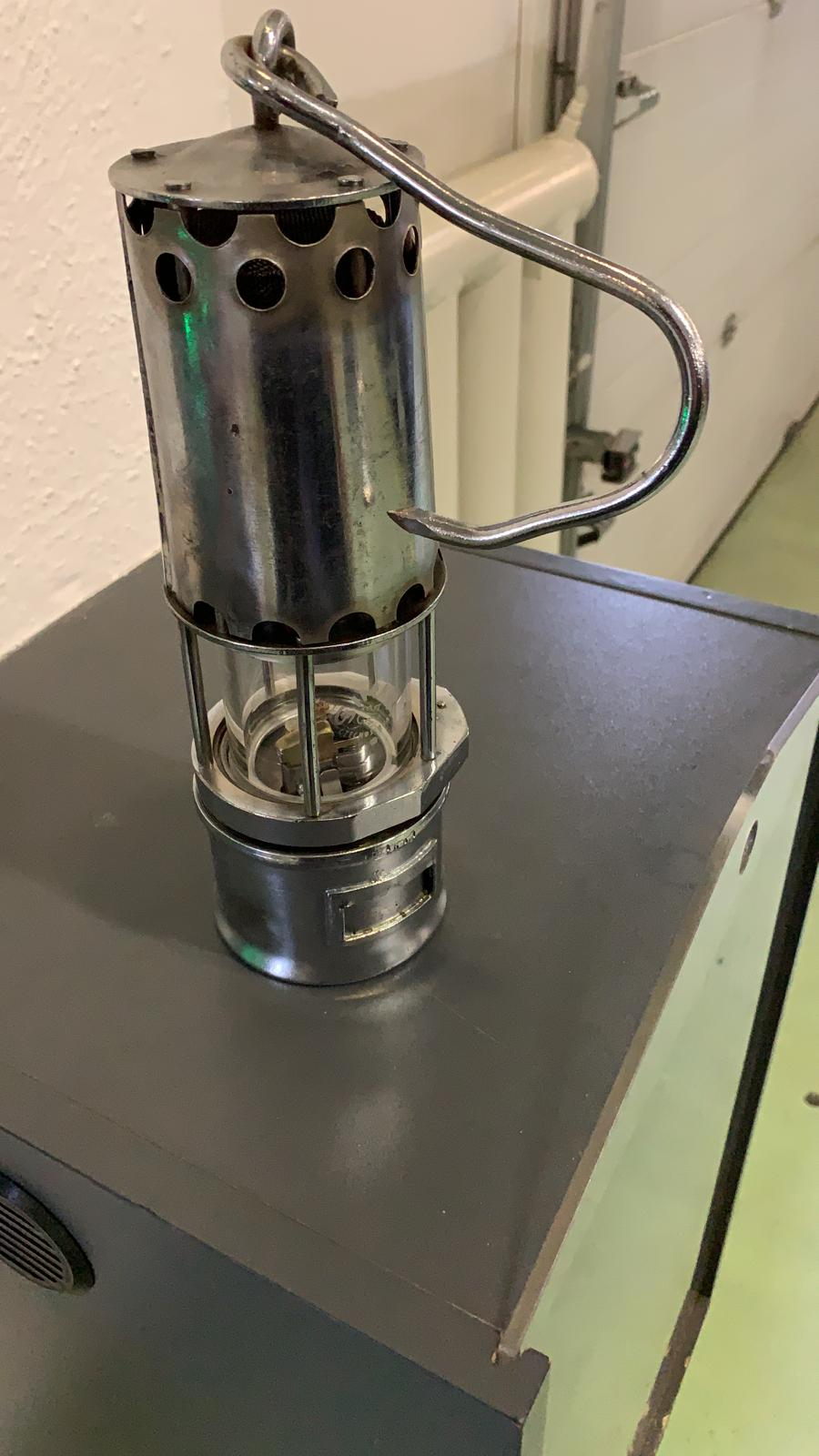
Benzínová větérka typ 400
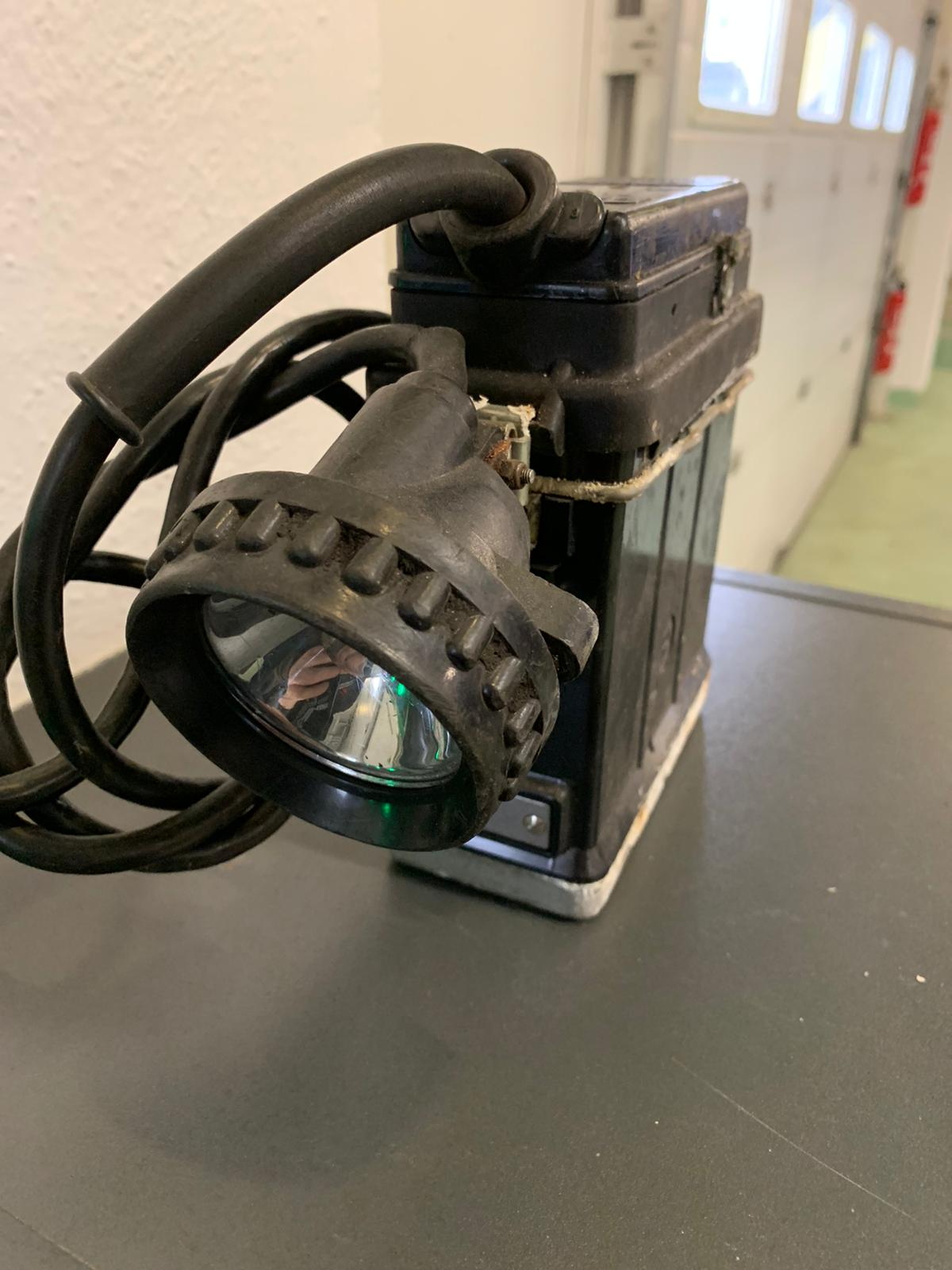
Svítidlo typ 16623 G
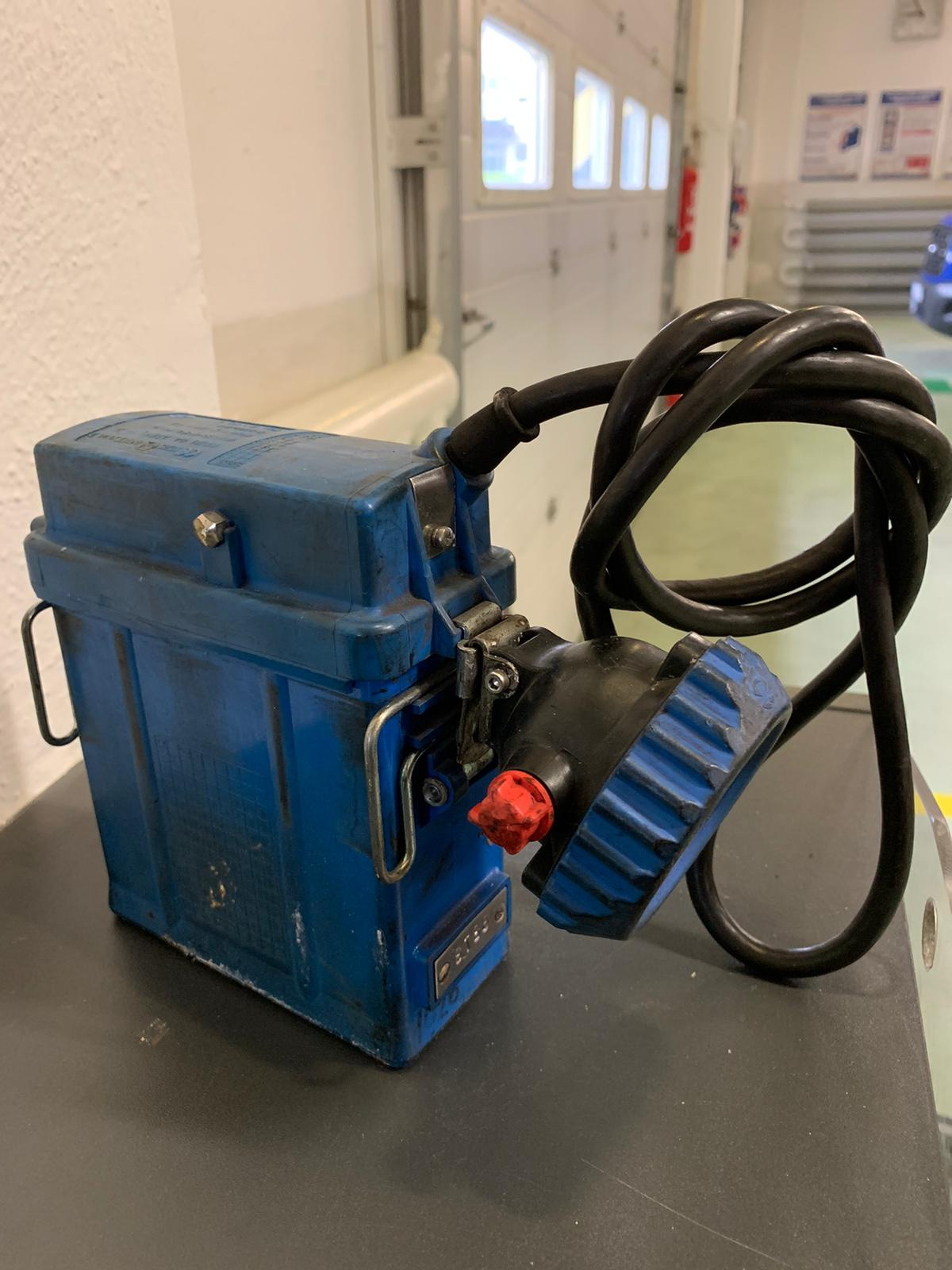
Svítidlo typ T 1004.02.
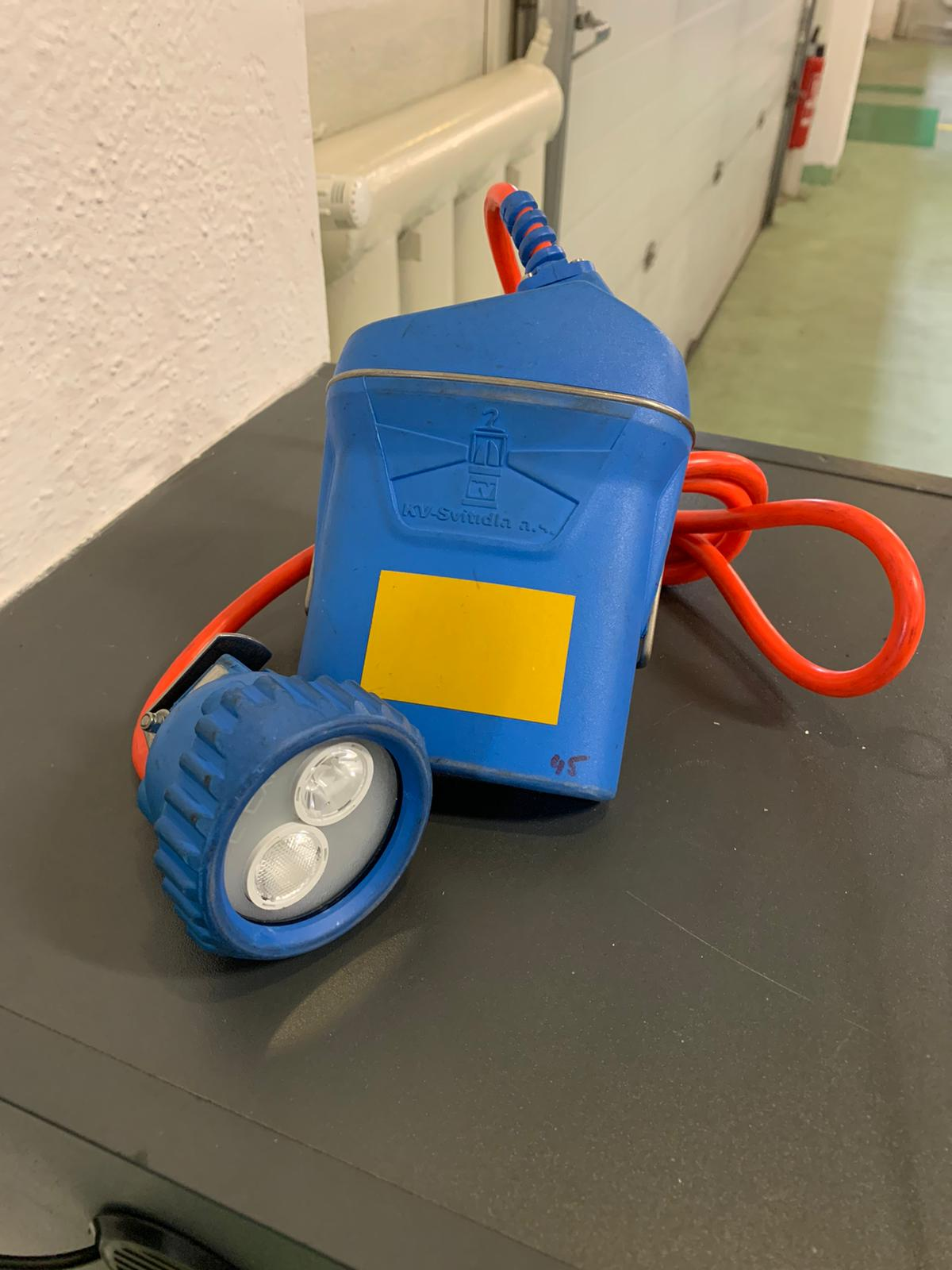
Svítidlo T 1005.01 M1
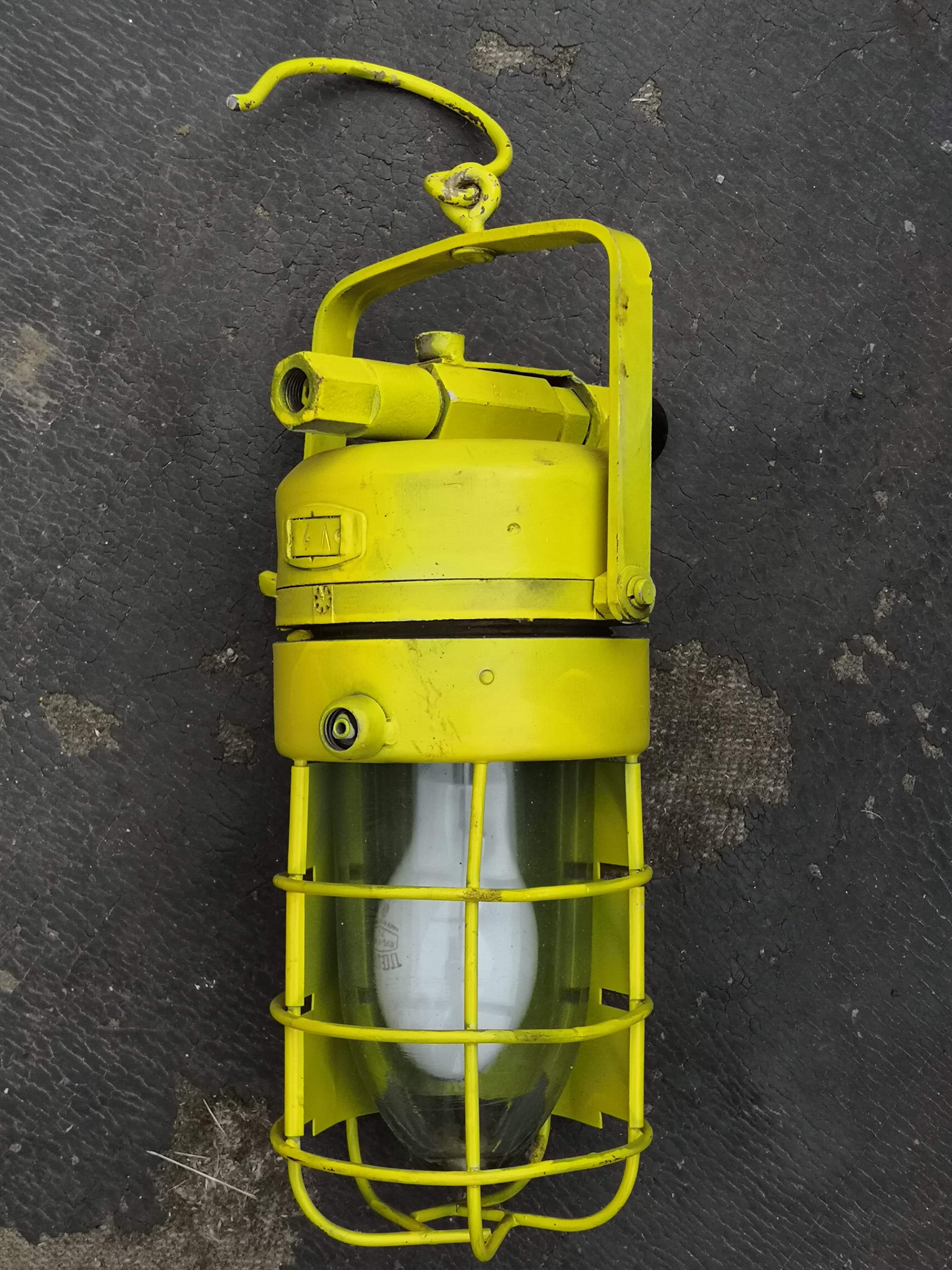
Vzduchová  lampa
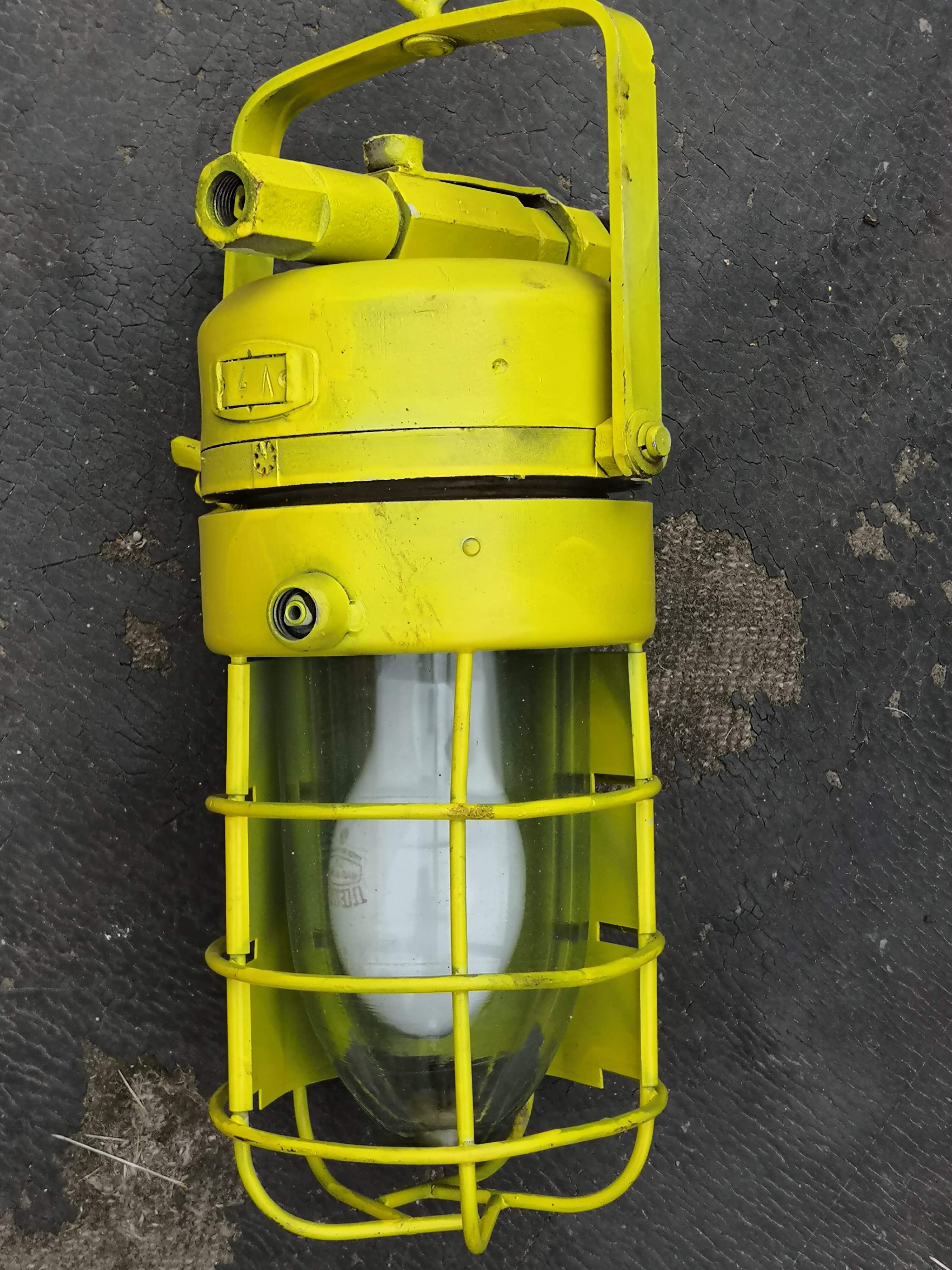
Vzduchová lampa
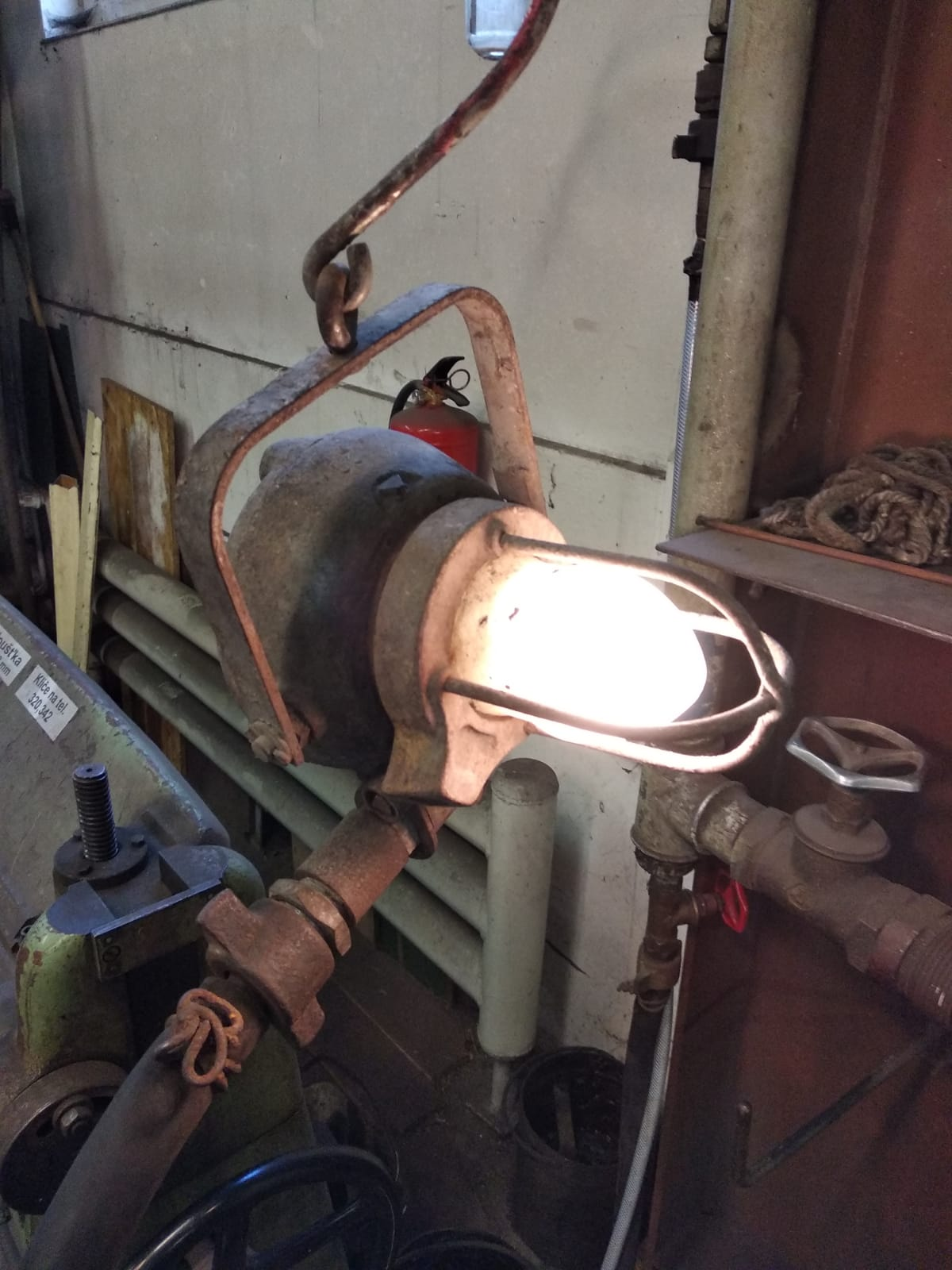
Vzduchová lampa (svítící)

- Benzínová větérka Typ 400[1]. Je to poválečná lampa s českým jiskrovým zapalovačem. Klícka je osazena maursautovým pláštěm. Nesignována, pochromovaná. Výrobce je Elektrosvit n.p. Nové Zámky Závod 04 Bohatice.
- Elektrická reflektorová lampa 960 B[1] . Je úřednická akumulátorová lampa z roku kolem 1960. Má dvoučlánkový NiCD akumulátor.

- Akumulátorové přilbové svítidlo typ 16623 G[1]
- Akumulátorové přilbové svítidlo T 1004.02 s Led diodami z roku 2005[1]
- Akumulátorové přilbové svítidlo T 1005.01 M1 s Led diodami z roku 2007[2]

hmotnost:0,8 kg, akumulátor: nikl-metalhydridový (5x NiMh), napětí 6 V, kapacitou 4,5 Ah, doba svítivosti 14 hodin.
- Magnetoelektrické důlní svítidlo poháněno stlačeným vzduchem[4]